# Carlos Ortiz de Rozas
Carlos Alberto Ortiz de Rozas del Valle (Buenos Aires, 26 de abril de 1926 - 13 de marzo de 2014) fue un abogado y diplomático argentino. Desarrolló una vasta carrera en el Servicio Exterior de la Nación, cumpliendo también funciones dentro de la Organización de las Naciones Unidas.

## Biografía

### Familia y primeros años
Era descendiente directo del caudillo Juan Manuel de Rosas (Rosas era su tatarabuelo). Se graduó de abogado en la Facultad de Derecho de la Universidad de Buenos Aires en 1950 y egresó de la Escuela de Diplomacia del Ministerio de Relaciones Exteriores y Culto en 1949.

### Carrera diplomática
En 1948 ingresó al Servicio Exterior de la Nación como Agregado de Embajada y Vicecónsul. En 1951 cumplió funciones dentro de la Cancillería Argentina, fue encargado de negocios ad interim de la embajada argentina en Bulgaria (1952-1954) y secretario de la embajada en Grecia (1954-1956). Fue dejado cesante por la dictadura de Pedro Eugenio Aramburu, siendo reincorporado por Arturo Frondizi.

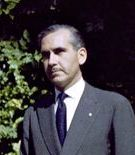
Ortiz de Rozas en 1961.

De 1959 a 1961 fue Consejero de la misión argentina ante las Naciones Unidas en Nueva York, ocupando allí varios cargos. Fue delegado titular ante el Comité Jurídico sobre la Utilización Pacífica del Espacio Ultraterrestre en 1959, al año siguiente, delegado ante la Comisión sobre Territorios no Autónomos, y vicepresidente del Comité de Descolonización de la Asamblea General. En 1961 fue delegado ante la Conferencia Internacional sobre Drogas, Narcóticos y Estupefacientes.
Fue testigo y traductor de la segunda entrevista entre Frondizi y John F. Kennedy llevada el 24 de diciembre de 1961 en Palm Beach (Florida), participando también de los viajes del entonces presidente a Canadá, India, Tailandia y Japón. Entre 1961 y 1962 fue director general de Política de la Cancillería Argentina. En ese último año también fue edecán del príncipe británico Felipe de Edimburgo en su visita oficial a Buenos Aires.
Entre 1964 y 1965 fue ministro plenipotenciario de la embajada argentina en Egipto, participando allí como observador de la Conferencia de jefes de Estado y de Gobierno de los Países No Alineados de 1965. Ese año fue nombrado ministro plenipotenciario en la embajada argentina en Londres, hasta 1967.
Allí, en julio de 1966 se efectuó la primera rueda de negociaciones bilaterales entre Argentina y Reino Unido sobre la cuestión Malvinas. Allí la Argentina se comprometió ante el gobierno británico a respetar los intereses y el modo de vida de los habitantes de las islas, según el mandato de la Resolución 2065 (XX). Previo a ello, el Subsecretario de Estado para las Américas del Foreign Office invitó a un almuerzo a Ortiz de Rozas. Él y el resto de los delegados argentinos fueron informados extraoficialmente que el gobierno británico no tenía intereses estratégicos, políticos o económicos que perseguir en las Malvinas. Pero, para transferir el territorio a la Argentina, era necesario convencer a los isleños de las ventajas de un acercamiento con la Argentina, mediante comunicaciones y entendimientos. El problema que restaba era encontrar cuándo y cómo se haría el traspaso de soberanía. Ortiz de Rozas reportó el intercambio de palabras a Buenos Aires, y previno que el proceso sería largo, aunque la metodología le parecía correcta, recomendando a la vez probar la sugerencia británica. La Cancillería argentina evaluó a la primera rueda como «muy positiva».
Entre 1967 y 1970 fue embajador en Austria y ante la Organización de las Naciones Unidas para el Desarrollo Industrial. Durante el desempeño de esos cargos fue presidente de la delegación argentina ante la Conferencia del Comité de Desarme en Ginebra, Suiza.

#### Naciones Unidas
Desde 1970 hasta 1977, se desempeñó como representante permanente ante Naciones Unidas en Nueva York. Allí presidió las delegaciones de la Argentina ante la Comisión de Fondos Marinos, la Comisión para los Usos Pacíficos del Espacio Ultraterrestre y la Convención de las Naciones Unidas sobre el Derecho del Mar.
Presidió por dos meses, marzo de 1971 y julio de 1972, el Consejo de Seguridad de las Naciones Unidas. En 1971 fue propuesto por Francia como Secretario General de Naciones Unidas, adjudicándose la mayor cantidad de votos (13 de 15), pero su candidatura fracasó debido al voto negativo de la Unión Soviética que aplicó su derecho a veto al no considerarlo como «un representante del Tercer Mundo». Volvió a ser candidato en 1981, siendo vetado esta vez por Reino Unido, Francia y la Unión Soviética.
Dentro de Naciones Unidas presidió el Comité para Namibia del Consejo de Seguridad (1972), la Primera Comisión (Asuntos Políticos y de Seguridad) de la Asamblea General (1974), la Comisión Preparatoria de la Primera Sesión Especial de la Asamblea General dedicada al Desarme (1977-1978) y el Comité Plenario de la dicha primera sesión especial. También fue miembro de la Junta Consultiva del Secretario General para el Desarme (1978-1992), el primer presidente del Comité de Desarme en Ginebra (1979) y presidente del Grupo de Expertos Gubernamentales para el Estudio del Proceso de Desarme, entre 1980 y 1981.
En 1973, tuvo lugar en la Asamblea General un proceso de negociaciones entre Argentina y Brasil acerca del aprovechamiento de los ríos de la cuenca del Plata, con motivo de la construcción de la Represa de Itaipú. En el mes de septiembre se encontraban en Nueva York, el entonces canciller argentino Eduardo Mac Loughlin y el canciller brasileño Mário Gibson Barbosa. Una noche durante una cena en casa de Ortiz de Rozas en Sutton Place, se logró una reunión a solas entre los Cancilleres y los embajadores ante la ONU de Argentina y Brasil (Armando Sérgio Frazão), llegando las partes a un acuerdo. El 29 de septiembre los ministros firmaron el Acuerdo de Nueva York (resolución 2995 de la Asamblea General). En 1974 se aprobó la Carta de Derechos y Deberes Económicos de los Estados, que en su artículo 3 consagró la posición argentina, en la cual acerca de la «explotación de los recursos naturales compartidos entre dos o más países, cada Estado debe cooperar sobre la base de un sistema de información y consulta previa, con el objeto de obtener una óptima utilización de los mismos que no cause daños a los legítimos intereses de los otros».
En junio de 1974 tuvo el conocimiento sobre una propuesta secreta del Reino Unido hecha al entonces presidente Juan Domingo Perón, sobre una posible administración compartida sobre las islas Malvinas. Un non-paper sobre la puesta fue entregado por el entonces embajador británico en Buenos Aires, James Hutton, al presidente Perón y su Canciller Alberto Vignes.
Entre 1973 y 1977 fue embajador no residente en Barbados, y entre 1975 y 1977, en Bahamas. Tras su cargo en Naciones Unidas, fue asesor del dictador Jorge Rafael Videla.

#### Embajador Argentino en Reino Unido
Entre 1980 y 1982 fue embajador en el Reino Unido de Gran Bretaña e Irlanda del Norte. Desde Londres continuó con el proceso de negociaciones para la transferencia de soberanía de las islas Malvinas. Ocupaba dicho cargo al momento de producirse el conflicto bélico entre Argentina y dicho Reino por las islas. Acerca de la guerra, Ortiz de Rozas creía que fue un error y que de no haberse producido, posiblemente la Argentina hubiera recuperado la soberanía por la vía pacífica.
El 6 de enero de 1982, la Junta Militar del autodenominado Proceso de Reorganización Nacional, ya había preparado la guerra y decidió retirar a Ortiz de Rozas de su cargo. El almirante Jorge Anaya esgrimía la necesidad de un embajador militar. Tras ello, Ortiz de Rozas fue asignado como jefe de la misión especial ante la Santa Sede, encargada de las negociaciones con Chile por el Conflicto del Beagle (hasta 1983), siendo el contralmirante Carlos Luchetta designado como su reemplazo en Londres. Sin embargo Luchetta no consiguió el beneplácito del gobierno británico y Ortiz de Rozas debió ocupar ambos cargos en simultáneo por un breve lapso. Durante una estadía en Buenos Aires habló con el presidente de facto Leopoldo Galtieri acerca de la situación interna del gobierno de Margaret Thatcher y de una eventual reacción británica en caso de que la Argentina recuperase las islas en disputa por la fuerza armada. Para Ortiz de Rozas, Reino Unido ignoraría el hecho o rompería relaciones diplomáticas y establecería sanciones.

### Años posteriores
Fue incluido en el salón de la fama de la International Best Dressed List en 1984.[cita requerida]
En 1984 y hasta 1989 estuvo destinado como embajador en Francia, presidiendo en ese último año la delegación argentina ante la Conferencia Internacional sobre Armas Químicas. Su último destino diplomático fue al frente de la Embajada argentina en los Estados Unidos, entre 1991 y 1993. Previamente, en 1990 fue Vicecanciller de la Nación. Se retiró del Servicio Exterior en 1994, siendo hasta 1999 miembro del directorio de la Fundación Bunge y Born.
A la par de su labor diplomática, se desempeñó como profesor universitario en el campo del Derecho y las Relaciones Internacionales, en la Escuela de Política Internacional de la Cancillería Argentina, en la Universidad del Salvador y la Universidad de Belgrano. Entre 2000 y 2001 fue presidente de la Alianza Francesa de Buenos Aires. También fue consejero fundador del Consejo Argentino para las Relaciones Internacionales (CARI).
Ha sido distinguido con la Gran Cruz de la Orden de Isabel la Católica.
Falleció en 2014, a los 87 años de edad. Fue sepultado en el cementerio Jardín de Paz.

## Obras
- «Historia Oficial británica sobre las islas Malvinas: análisis crítico». Anales de la Academia Nacional de Ciencias Morales Y Políticas. 21 de junio de 2006. ISSN 0325-4763.
- Confidencias diplomáticas. Buenos Aires: Aguilar. 2011.